# The Battle of Russia
The Battle of Russia („Die Schlacht um Russland“) ist ein US-amerikanischer Dokumentarfilm aus dem Jahr 1943. Er ist der fünfte von sieben Teilen der Propagandaserie Why We Fight.

## Handlung
Der Film beginnt mit einem Überblick über verschiedene fehlgeschlagene Versuche, Russland zu erobern. 1242 versuchten Ritter des Deutschen Ordens nach Osten zu expandieren. Ausschnitte aus dem Film Alexander Newski von Sergei Eisenstein (1938) belegen das Scheitern. Der schwedische König Karl XII. versuchte 1708, Moskau einzunehmen. Auch hier werden Filmausschnitte gezeigt (Peter I. von Wladimir Petrow, 1937). Nachfolgend werden Napoleons Russlandfeldzug und der deutsch-russische Krieg während des Ersten Weltkrieges angesprochen.
Nun werden die gewaltigen natürlichen Ressourcen Russlands beschrieben, die als Grund für den Deutsch-Sowjetischen Krieg dargestellt werden. Es folgen Eindrücke in die sowjetische Kultur, wobei ethnische Unterschiede der einzelnen Völker gezeigt und auch musikalische und literarische Leistungen gewürdigt werden.
Der deutsche Balkanfeldzug gilt im Film als Vorbereitung für den Angriff auf Russland am 22. Juni 1941. Die deutsche Offensivtaktik, die sowjetische Defensive, der Häuserkampf und der Partisanenkrieg werden dargestellt. Es folgen Berichte über die Belagerung von Leningrad und die Schlacht von Stalingrad.

## Auszeichnungen
1944 wurde der Film in der Kategorie Bester Dokumentarfilm für den Oscar nominiert. Der New York Film Critics Circle zeichnete ihn mit dem NYFCC-Award als besten Dokumentarfilm aus.

## Hintergrund
Der Film wurde mit Unterstützung des US-Kriegsministeriums produziert, wobei 20th Century Fox sich um Montage, Schnitt und Kopie kümmerte, während Paramount Pictures für die Musik sorgte. Die Uraufführung fand am 11. November 1943 statt.
Der Film ist der längste der Reihe. Er ist neben dem ersten Teil (Prelude to War, dt.: Vorspiel zum Krieg) der Einzige, der für einen Oscar nominiert wurde.
Die Produzenten legten Wert darauf, dass der Erzähler Walter Huston weder das Thema Kommunismus noch Themen anschnitt, die die Sowjetunion als Verbündeten gegen Deutschland disqualifizieren könnten, wie z. B. der sowjetisch-finnische Krieg, der deutsch-sowjetische Nichtangriffspakt, die sowjetische Besetzung Ostpolens, die sowjetische Besetzung der baltischen Staaten oder die Kriegsverbrechen der Roten Armee.
Der Film ist heute public domain.